# Обухівська селищна рада
Обýхівська се́лищна ра́да — адміністративно-територіальна одиниця та орган місцевого самоврядування у Дніпровському районі Дніпропетровської області. Адміністративний центр — селище міського типу Обухівка.

## Загальні відомості
Знаходиться на лівобережжі Дніпра на заході Дніпровського району у долині Протовчи, Дніпра та Орільського каналу.
Населення ради: 10882 осіб (3 населених пункти)

## Населені пункти
Селищній раді підпорядковані населені пункти:
- смт Обухівка
- смт Миколаївка (колишнього Петриківського району)
- с. Горянівське

## Склад ради
Рада складається з 26 депутатів та голови.
- Голова ради: Гезь Василь Григорович[1]
- Секретар ради: Суркова Галина Григорівна[2]